# Червени водорасли
Червените водорасли (Rhodophyta) обитават предимно соленоводни басейни с по-топла вода. Срещат се на дълбочина до 100 m. Талусът им е многоклетъчен нишковиден или съставен от множество разклонени и слепени с пихтиесто вещество нишки. Клетките съдържат хлорофил-d, червени и сини пигменти – фикоеритрини и фикоцианини, на които се дължи червеният цвят на водораслите. Размножават се безполово и полово.
Червените водорасли са с червено обогатен талус. В хлоропластите им преобладават кафявите и жълто-кафявите багрила. Талусът може да бъде пластинковиден, например при червеното водорасло Порфира. Може да бъде и храстовидно разклонен, какъвто е при Коралина.